# 12 Heures de Sebring 1998
Navigation
Édition précédente Édition suivante
Les 12 Heures de Sebring 1998 (1998 Superflo 12 Hours of Sebring), disputées le 22 mars 1998 sur le Sebring International Raceway à Sebring, sont la 46e édition de l'épreuve et la première manche du championnat IMSA GT 1998.

## Course

### Classement à l'issue de la course
Voici le classement au terme de la course.
- Pour la colonne Pneus, il faut passer le curseur au-dessus du modèle pour connaître le manufacturier de pneumatiques.

| Pos    | Cat | n° | Equipe                        | Pilotes                                                                | Châssis                    | Pneus | Tours |
| Pos    | Cat | n° | Equipe                        | Pilotes                                                                | Moteur                     | Pneus | Tours |
| ------ | --- | -- | ----------------------------- | ---------------------------------------------------------------------- | -------------------------- | ----- | ----- |
| 1      | WSC | 30 | MOMO Doran Racing             | Didier Theys Mauro Baldi Giampiero Moretti                             | Ferrari 333 SP             | Y     | 319   |
| 1      | WSC | 30 | MOMO Doran Racing             | Didier Theys Mauro Baldi Giampiero Moretti                             | Ferrari F310E 4.0 L V12    | Y     | 319   |
| 2      | GT1 | 4  | Panoz Motorsports             | Andy Wallace David Brabham                                             | Panoz GTR-1                | M     | 318   |
| 2      | GT1 | 4  | Panoz Motorsports             | Andy Wallace David Brabham                                             | Ford (Roush) 6.0 L V8      | M     | 318   |
| 3      | GT1 | 74 | Champion Motors               | Thierry Boutsen Bob Wollek Andy Pilgrim                                | Porsche 911 GT1            | M     | 318   |
| 3      | GT1 | 74 | Champion Motors               | Thierry Boutsen Bob Wollek Andy Pilgrim                                | Porsche 3.2 L Turbo Flat-6 | M     | 318   |
| 4      | GT1 | 5  | Panoz Motorsports             | Éric Bernard Jamie Davies Doc Bundy                                    | Panoz GTR-1                | M     | 312   |
| 4      | GT1 | 5  | Panoz Motorsports             | Éric Bernard Jamie Davies Doc Bundy                                    | Ford (Roush) 6.0 L V8      | M     | 312   |
| 5      | GT2 | 66 | Konrad Racing                 | Nick Ham Franz Konrad                                                  | Porsche 911 GT2            | M     | 300   |
| 5      | GT2 | 66 | Konrad Racing                 | Nick Ham Franz Konrad                                                  | Porsche 3.6 L Turbo Flat-6 | M     | 300   |
| 6 Abd  | WSC | 7  | Doyle-Risi Racing             | Wayne Taylor Eric van de Poele Fermín Vélez                            | Ferrari 333 SP             | P     | 298   |
| 6 Abd  | WSC | 7  | Doyle-Risi Racing             | Wayne Taylor Eric van de Poele Fermín Vélez                            | Ferrari F310E 4.0 L V12    | P     | 298   |
| 7      | GT2 | 65 | Saleen Allen Speedlab         | Steve Saleen Ron Johnson Tommy Archer                                  | Saleen Mustang SR          | ?     | 297   |
| 7      | GT2 | 65 | Saleen Allen Speedlab         | Steve Saleen Ron Johnson Tommy Archer                                  | Ford 5.9 L V8              | ?     | 297   |
| 8      | GT1 | 91 | Rock Valley Racing            | John Heinricy Stu Hayner Roger Schramm                                 | Chevrolet Camaro           | G     | 297   |
| 8      | GT1 | 91 | Rock Valley Racing            | John Heinricy Stu Hayner Roger Schramm                                 | Chevrolet V8               | G     | 297   |
| 9      | GT2 | 04 | C.J. Motorsports              | John Morton John Graham Ron Fellows                                    | Porsche 911 GT2            | G     | 296   |
| 9      | GT2 | 04 | C.J. Motorsports              | John Morton John Graham Ron Fellows                                    | Porsche 3.6 L Turbo Flat-6 | G     | 296   |
| 10     | GT2 | 99 | Larry Schumacher              | Robert Nearn John O'Steen Larry Schumacher                             | Porsche 911 GT2            | P     | 296   |
| 10     | GT2 | 99 | Larry Schumacher              | Robert Nearn John O'Steen Larry Schumacher                             | Porsche 3.6 L Turbo Flat-6 | P     | 296   |
| 11     | GT3 | 10 | Prototype Technology Group    | Bill Auberlen Boris Said                                               | BMW M3                     | Y     | 295   |
| 11     | GT3 | 10 | Prototype Technology Group    | Bill Auberlen Boris Said                                               | BMW 3.2 L I6               | Y     | 295   |
| 12     | GT3 | 6  | Prototype Technology Group    | Peter Cunningham Ross Bentley Mark Simo                                | BMW M3                     | Y     | 293   |
| 12     | GT3 | 6  | Prototype Technology Group    | Peter Cunningham Ross Bentley Mark Simo                                | BMW 3.2 L I6               | Y     | 293   |
| 13     | WSC | 20 | Dyson Racing                  | Dorsey Schroeder Butch Leitzinger James Weaver Elliott Forbes-Robinson | Riley & Scott Mk III       | G     | 290   |
| 13     | WSC | 20 | Dyson Racing                  | Dorsey Schroeder Butch Leitzinger James Weaver Elliott Forbes-Robinson | Ford 5.0 L V8              | G     | 290   |
| 14     | GT3 | 23 | Alex Job Racing               | Charles Slater Cort Wagner Darryl Havens                               | Porsche 911 Carrera RSR    | P     | 286   |
| 14     | GT3 | 23 | Alex Job Racing               | Charles Slater Cort Wagner Darryl Havens                               | Porsche 3.8 L Flat-6       | P     | 286   |
| 15     | GT3 | 07 | G & W Motorsports             | Patrick Huisman Danny Marshall Steve Marshall Darren Law               | Porsche 993                | P     | 285   |
| 15     | GT3 | 07 | G & W Motorsports             | Patrick Huisman Danny Marshall Steve Marshall Darren Law               | Porsche 3.8 L Flat-6       | P     | 285   |
| 16     | GT3 | 76 | Team A.R.E.                   | John Ruther Jake Vargo Nick Anegelos Peter Argetsinger                 | Porsche 993 Carrera RSR    | Y     | 283   |
| 16     | GT3 | 76 | Team A.R.E.                   | John Ruther Jake Vargo Nick Anegelos Peter Argetsinger                 | Porsche 3.8 L Flat-6       | Y     | 283   |
| 17     | WSC | 95 | TRV Motorsport                | Jeret Schroeder Tom Volk Lyn St. James                                 | Kudzu DL-4                 | G     | 283   |
| 17     | WSC | 95 | TRV Motorsport                | Jeret Schroeder Tom Volk Lyn St. James                                 | Chevrolet 6.0 L V8         | G     | 283   |
| 18     | GT3 | 24 | Tim Vargo                     | Jack Refenning Tim Vargo Josh Vargo Brady Refenning                    | Porsche 911 Carrera RSR    | P     | 277   |
| 18     | GT3 | 24 | Tim Vargo                     | Jack Refenning Tim Vargo Josh Vargo Brady Refenning                    | Porsche 3.8 L Flat-6       | P     | 277   |
| 19     | GT3 | 25 | Alex Job Racing               | Charles Slater Don Kitch Angelo Cilli Dale White Michael Peterson      | Porsche 911 Carrera RSR    | P     | 268   |
| 19     | GT3 | 25 | Alex Job Racing               | Charles Slater Don Kitch Angelo Cilli Dale White Michael Peterson      | Porsche 3.8 L Flat-6       | P     | 268   |
| 20     | GT1 | 2  | Mosler Automotive             | Shane Lewis Vic Rice Tom Reese                                         | Mosler Raptor              | P     | 263   |
| 20     | GT1 | 2  | Mosler Automotive             | Shane Lewis Vic Rice Tom Reese                                         | Chevrolet 6.3 L V8         | P     | 263   |
| 21     | GT3 | 96 | Olive Garden Racing           | Kevin Wheeler Mike Davies Ron Zitza                                    | Porsche 911 Carrera RSR    | P     | 259   |
| 21     | GT3 | 96 | Olive Garden Racing           | Kevin Wheeler Mike Davies Ron Zitza                                    | Porsche 3.8 L Flat-6       | P     | 259   |
| 22     | GT1 | 71 | Art Pilla                     | Arthur Pilla Oma Kimbrough David Kitchak                               | Porsche 911 GT2            | ?     | 253   |
| 22     | GT1 | 71 | Art Pilla                     | Arthur Pilla Oma Kimbrough David Kitchak                               | Porsche 3.6 L Turbo Flat-6 | ?     | 253   |
| 23 Abd | GT3 | 46 | Bill Radar                    | Max Schmidt Chris Bingham                                              | Porsche 911 Carrera RSR    | P     | 249   |
| 23 Abd | GT3 | 46 | Bill Radar                    | Max Schmidt Chris Bingham                                              | Porsche 3.8 L Flat-6       | P     | 249   |
| 24 Abd | WSC | 39 | Matthews-Colucci Racing       | David Murry Hurley Haywood Derek Bell Jim Matthews                     | Riley & Scott Mk III       | P     | 247   |
| 24 Abd | WSC | 39 | Matthews-Colucci Racing       | David Murry Hurley Haywood Derek Bell Jim Matthews                     | Ford 5.0 L V8              | P     | 247   |
| 25     | GT3 | 32 | Phoenix Motorsports           | Don Knowles Jim Michaelian Jim McNeely John Heinricy                   | Pontiac Firebird           | T     | 246   |
| 25     | GT3 | 32 | Phoenix Motorsports           | Don Knowles Jim Michaelian Jim McNeely John Heinricy                   | Pontiac V8                 | T     | 246   |
| 26     | WSC | 12 | Genesis Racing                | Chuck Goldsborough Michael DeFontes Mark Neuhaus Rick Fairbanks        | Hawk MD3R                  | G     | 244   |
| 26     | WSC | 12 | Genesis Racing                | Chuck Goldsborough Michael DeFontes Mark Neuhaus Rick Fairbanks        | Mazda 2.0 L 3-Rotor        | G     | 244   |
| 27 Abd | GT3 | 68 | The Racer's Group             | Stephen Earle Philip Collin Kevin Buckler                              | Porsche 911 Carrera RSR    | ?     | 242   |
| 27 Abd | GT3 | 68 | The Racer's Group             | Stephen Earle Philip Collin Kevin Buckler                              | Porsche 3.8 L Flat-6       | ?     | 242   |
| 28 Abd | GT1 | 11 | Robinson Racing               | Jack Baldwin Irv Hoerr George Robinson                                 | Oldsmobile Aurora GTS-1    | ?     | 235   |
| 28 Abd | GT1 | 11 | Robinson Racing               | Jack Baldwin Irv Hoerr George Robinson                                 | Oldsmobile 4.0 L V8        | ?     | 235   |
| 29 Abd | GT3 | 55 | AASCO Performance             | Tim Ralston Kelly Collins Jorge Trejos                                 | Porsche 911 Carrera RSR    | P     | 232   |
| 29 Abd | GT3 | 55 | AASCO Performance             | Tim Ralston Kelly Collins Jorge Trejos                                 | Porsche 3.8 L Flat-6       | P     | 232   |
| 30 Abd | WSC | 28 | Intersport Racing             | Jon Field Butch Brickell Rick Sutherland                               | Riley & Scott Mk III       | G     | 173   |
| 30 Abd | WSC | 28 | Intersport Racing             | Jon Field Butch Brickell Rick Sutherland                               | Ford 5.0 L V8              | G     | 173   |
| 31 Abd | GT2 | 77 | Konrad Motorsport             | Wido Rössler Peter Kitchak Matt Turner                                 | Porsche 911 GT2            | D     | 170   |
| 31 Abd | GT2 | 77 | Konrad Motorsport             | Wido Rössler Peter Kitchak Matt Turner                                 | Porsche 3.6 L Turbo Flat-6 | D     | 170   |
| 32 Abd | GT3 | 1  | Prototype Technology Group    | Craig Carter Andy Petery Giovanna Amati                                | BMW M3                     | Y     | 170   |
| 32 Abd | GT3 | 1  | Prototype Technology Group    | Craig Carter Andy Petery Giovanna Amati                                | BMW 3.2 L I6               | Y     | 170   |
| 33 Abd | GT2 | 01 | Rohr                          | Sylvain Tremblay Martin Snow Jochen Rohr                               | Porsche 911 GT2            | P     | 160   |
| 33 Abd | GT2 | 01 | Rohr                          | Sylvain Tremblay Martin Snow Jochen Rohr                               | Porsche 3.6 L Turbo Flat-6 | P     | 160   |
| 34 Abd | GT2 | 38 | Mark Hein                     | Mark Hein Gary Blackman John Green Pete Halsmer                        | Acura NSX                  | G     | 159   |
| 34 Abd | GT2 | 38 | Mark Hein                     | Mark Hein Gary Blackman John Green Pete Halsmer                        | Acura 3.2 L V6             | G     | 159   |
| 35 Abd | GT1 | 87 | John Annis                    | John Annis Lee Hill Randy Pobst Mick Robinson                          | Chevrolet Camaro           | ?     | 152   |
| 35 Abd | GT1 | 87 | John Annis                    | John Annis Lee Hill Randy Pobst Mick Robinson                          | Chevrolet V8               | ?     | 152   |
| 36 Abd | WSC | 8  | Transatlantic Racing Services | Johnny O'Connell Henry Camferdam Scott Schubot                         | Riley & Scott Mk III       | D     | 130   |
| 36 Abd | WSC | 8  | Transatlantic Racing Services | Johnny O'Connell Henry Camferdam Scott Schubot                         | Ford 5.0 L V8              | D     | 130   |
| 37 Abd | WSC | 59 | Intersport Racing             | Alex Smith Simon Gregg Joaquin DeSoto John Mirro                       | Spice SC95                 | G     | 129   |
| 37 Abd | WSC | 59 | Intersport Racing             | Alex Smith Simon Gregg Joaquin DeSoto John Mirro                       | Oldsmobile Aurora 4.0 L V8 | G     | 129   |
| 38 Abd | GT3 | 54 | Bell Motorsports              | Terry Borcheller Carlos DeQuesada Scott Neuman Joe Varde (en)          | BMW M3                     | Y     | 125   |
| 38 Abd | GT3 | 54 | Bell Motorsports              | Terry Borcheller Carlos DeQuesada Scott Neuman Joe Varde (en)          | BMW 3.2 L I6               | Y     | 125   |
| 39 Abd | GT3 | 93 | Team Ecuador                  | Henry Taleb Rino Mastronardi                                           | Nissan 240SX               | Y     | 95    |
| 39 Abd | GT3 | 93 | Team Ecuador                  | Henry Taleb Rino Mastronardi                                           | Nissan 2.4 L I4            | Y     | 95    |
| 40 Abd | GT3 | 57 | Kryderacing                   | Luis Sereix Frank Del Vecchio Reed Kryder                              | Nissan 240SX               | ?     | 42    |
| 40 Abd | GT3 | 57 | Kryderacing                   | Luis Sereix Frank Del Vecchio Reed Kryder                              | Nissan 2.4 L I4            | ?     | 42    |
| 41 Abd | WSC | 63 | Downing Atlanta               | Jim Pace Yojiro Terada Jim Downing                                     | Kudzu DLM                  | G     | 36    |
| 41 Abd | WSC | 63 | Downing Atlanta               | Jim Pace Yojiro Terada Jim Downing                                     | Mazda 2.0 L 3-Rotor        | G     | 36    |
| 42 Abd | GT3 | 86 | First Union                   | Darren Law Steve Pfeffer Mike Fitzgerald                               | Porsche 993                | ?     | 34    |
| 42 Abd | GT3 | 86 | First Union                   | Darren Law Steve Pfeffer Mike Fitzgerald                               | Porsche 3.8 L Flat-6       | ?     | 34    |
| 43 Abd | GT3 | 67 | The Racer's Group             | Peter Baron Dennis O'Keefe Steve Pelke                                 | Porsche 911 Carrera RSR    | ?     | 24    |
| 43 Abd | GT3 | 67 | The Racer's Group             | Peter Baron Dennis O'Keefe Steve Pelke                                 | Porsche 3.8L Flat-6        | ?     | 24    |
| 44 Abd | GT2 | 15 | Jon Lewis                     | Bill Eagle Dorsey Schroeder                                            | Vector M12                 | G     | 16    |
| 44 Abd | GT2 | 15 | Jon Lewis                     | Bill Eagle Dorsey Schroeder                                            | Lamborghini 5.7 L V12      | G     | 16    |
| 45 Abd | WSC | 16 | Dyson Racing                  | James Weaver Elliott Forbes-Robinson Butch Leitzinger                  | Riley & Scott Mk III       | G     | 7     |
| 45 Abd | WSC | 16 | Dyson Racing                  | James Weaver Elliott Forbes-Robinson Butch Leitzinger                  | Ford 5.0L V8               | G     | 7     |
| 46 Abd | GT2 | 69 | Gustl Spreng                  | Gustl Spreng Kersten Jodexnis Ray Mummery                              | Porsche 993 Carrera Turbo  | Y     | 6     |
| 46 Abd | GT2 | 69 | Gustl Spreng                  | Gustl Spreng Kersten Jodexnis Ray Mummery                              | Porsche 3.6 L Turbo Flat-6 | Y     | 6     |
| 47 Abd | GT3 | 33 | Phoenix Racing                | Steve McNeely Jim Michealian Joe Aquilante                             | Pontiac Firebird           | ?     | 4     |
| 47 Abd | GT3 | 33 | Phoenix Racing                | Steve McNeely Jim Michealian Joe Aquilante                             | Pontiac V8                 | ?     | 4     |
| 48 Abd | GT1 | 3  | Greg Malvaso                  | Jerry Kinn Chuck Singletary Gerre Payvis                               | Chevrolet Camaro           | ?     | 0     |
| 48 Abd | GT1 | 3  | Greg Malvaso                  | Jerry Kinn Chuck Singletary Gerre Payvis                               | Chevrolet V8               | ?     | 0     |